# ارگ خان ملک کیانی
ارگ خان ملک کیانی در سیستان و در شهرستان هیرمند است. ارگ تاریخی خان ملک مربوط به خان‌های منطقه سیستان
است.
این ارگ به ارگ خان ملک کیانی معروف است. ارگ خان ملک که از آثار تاریخی مهم سیستان در دوره پهلوی است در کیلومتر ۱۶ جاده مواصلاتی زابل به شهرستان هیرمند با فاصله یک کیلومتر در قسمت شمال این جاده قرار دارد. این ارگ به شکل مربع و دارای ۴ برج در چهارگوشه است با یک محوطه حدوداً ۲۰۰ متر در وسط که با طاقهای زیبا ودربهایی ورودی در چهار گوشه که به علت بی‌توجهی وفرسایش آثار اندکی از برجها در ۴ گوشه آشکار است. دیوارهای این ارگ مستحکم و از خشت وگل به قطر یک متر است. این ارگ در سال‌های اخیر در چند مقطع مورد بازسازی و مرمت قرار گرفته است.

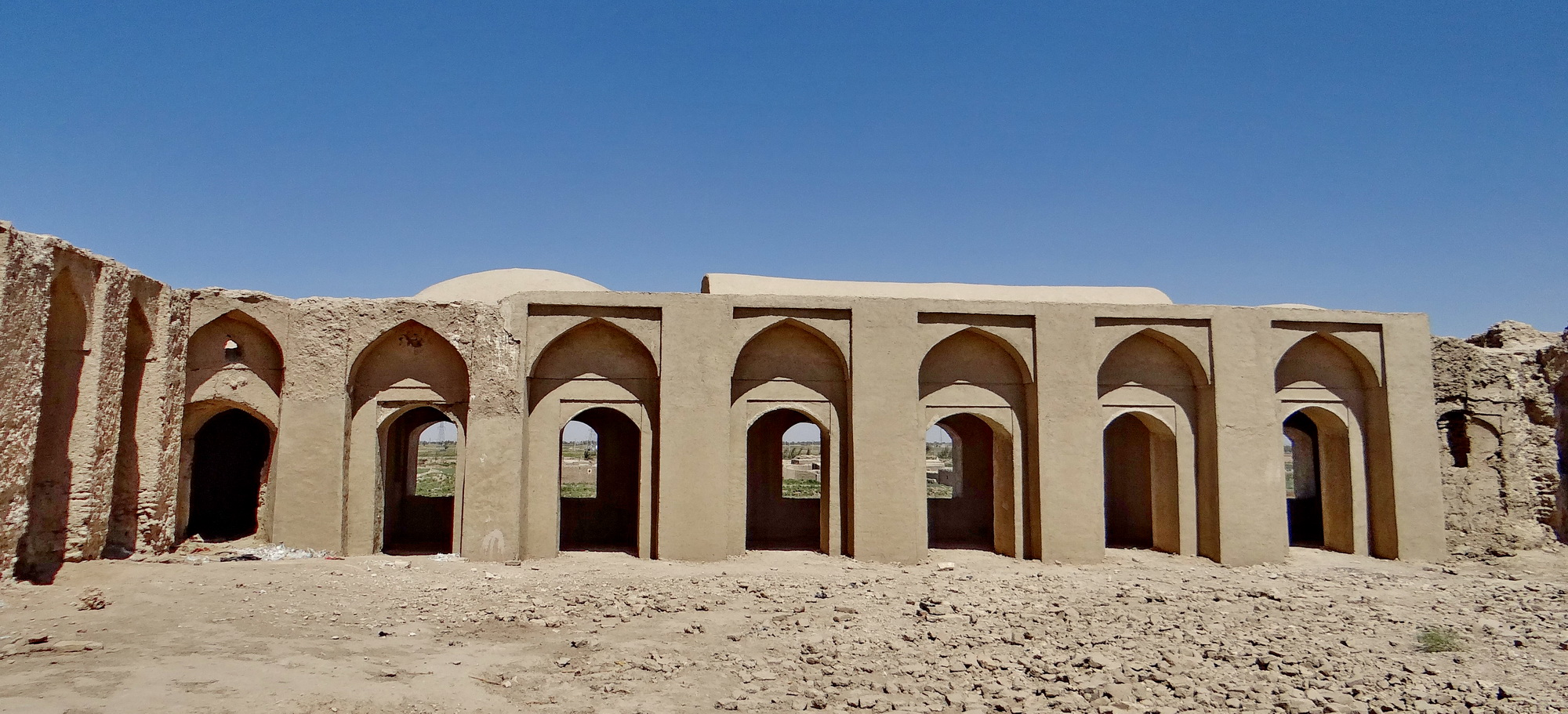
نمای داخل ارگ

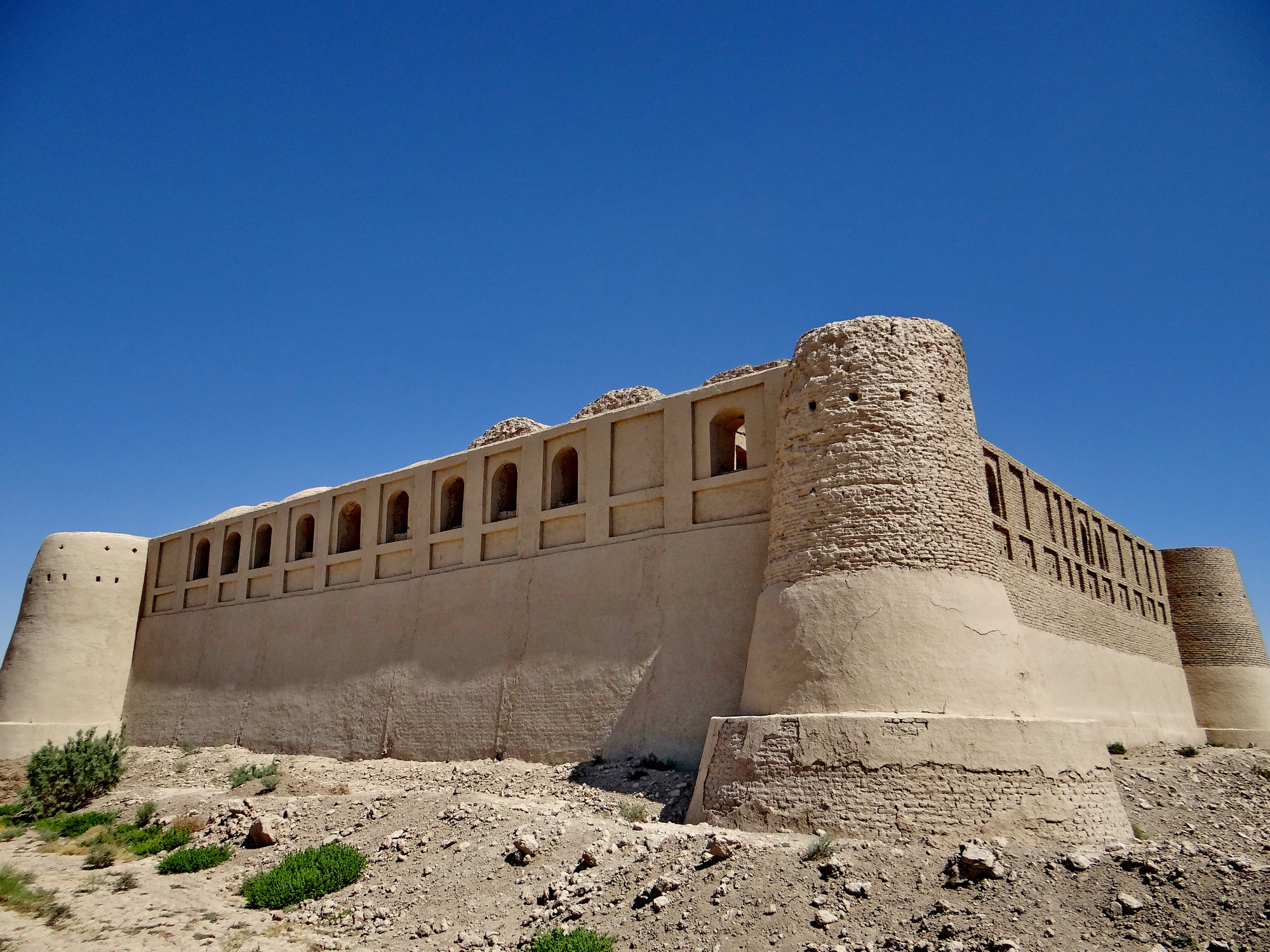
نمای بازسازی شده پشت ارگ

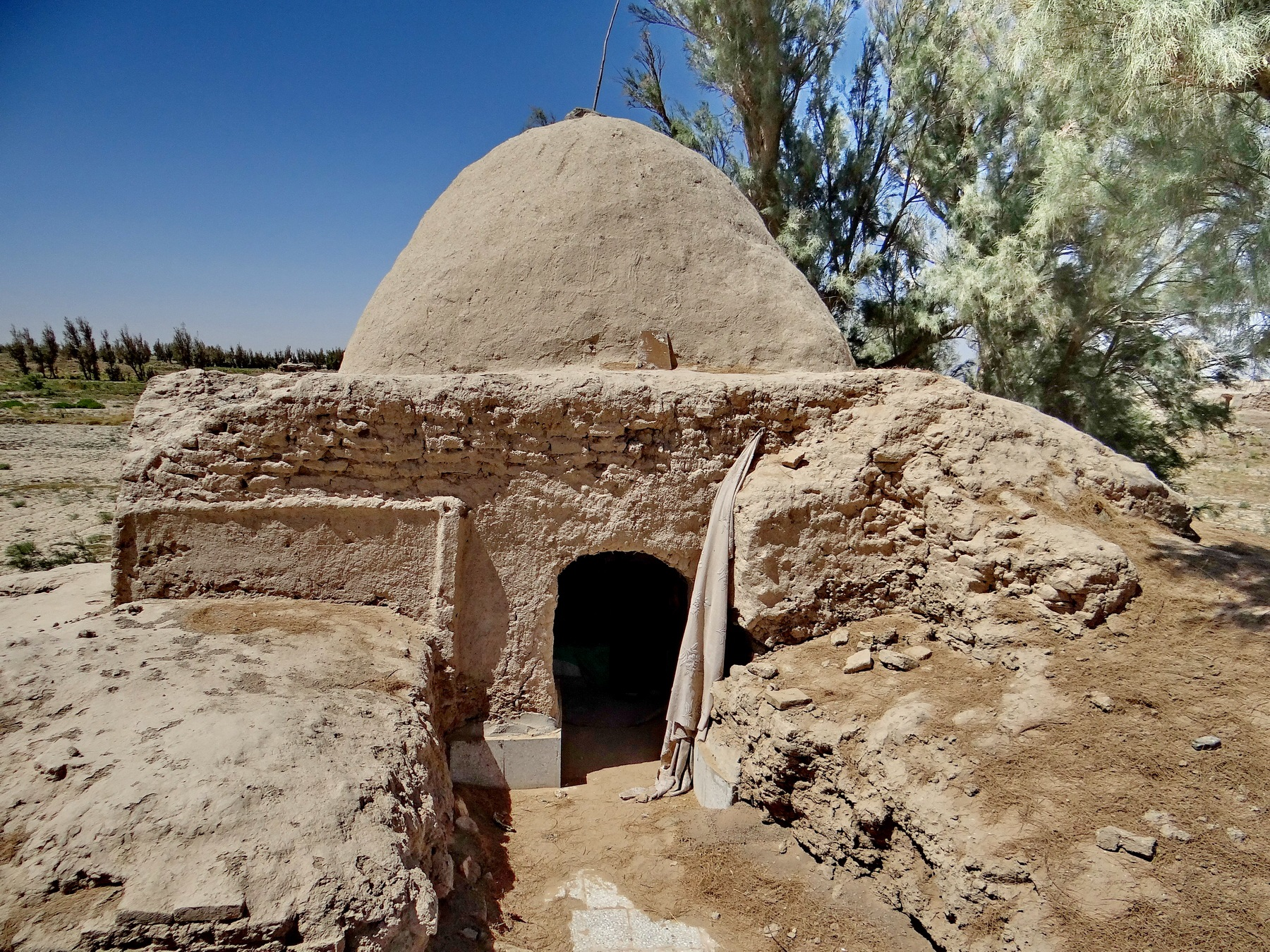
آرامگاه خان ملک کیانی در نزدیکی ارگ

## مشخصات
مساحت این ارگ سه هزار متر مربع و چهار برج تشکیل یافته است.
ارتفاع هر برج ۷۰ متر و عرض آن ۵/۵ متر است که دوبرجی که در قسمت شمالی قرار دارند به علت فرسایش تخریب شده و اکنون بازسازی شده است.
داخل ارگ اتاق‌های متعددی کنار یکدیگر قرار دارند و به سبک کاروانسراهای قدیمی ساخته شده است.
ارگ خان ملک که از آثار مهم تاریخی سیستان قلمداد می‌شود در سال ۱۳۹۲ به همت اداره کل میراث فرهنگی زابل مورد مرمت و بازسازی قرار گرفت